# 中华人民共和国节日与公众假期
中华人民共和国的节日包括农历传统节日、公历节日、纪念日与少数民族节日，另外还有主题节日、行业性节日，国务院发布的《全国年节及纪念日放假办法》为规范全民节日休假的最高行政法规，主题节日、行业性节日的设置，由法律规定或国务院批准。目前，中国现行法定年节假日标准为13天，一般通过调整邻近双休日方式，形成连休的“黄金周”或三至五天的“小长假”。国务院办公厅于每年下半年发布通知，对来年节假日的放假调休日期作出具体安排。

## 历史
中华人民共和国的法定节假日最初由1949年12月23日政务院发布的《全国年节及纪念日放假办法》进行规定，全国法定节假日为新年、春节、劳动节和国庆纪念日，共计7天。1999年，国务院修订《全国年节及纪念日放假办法》，国庆纪念日改称国庆节，劳动节、国庆节的假期均改为3天，共计10天。2007年，国务院第二次修订《全国年节及纪念日放假办法》，将春节假期由正月初一、初二、初三调整为除夕、正月初一、初二，清明节、端午节和中秋节新增为法定节假日，劳动节假期改为1天，共计11天。2013年，国务院第三次修订《全国年节及纪念日放假办法》，将春节假期恢复为正月初一、初二、初三。2024年，国务院第四次修订《全国年节及纪念日放假办法》，将春节假期增加一天变为农历除夕、正月初一至初三、将劳动节假期变为5月1日、2日共2天。全年假期天數從11天增加至13天。
| 节日     | 1949年版 | 1949年版                   | 1999年版 | 1999年版                 | 2007年版 | 2007年版                 | 2013年版 | 2013年版                 | 2024年版 | 2024年版                           | 备注                                                    |
| 节日     | 放假天数 | 假日日期                   | 放假天数 | 假日日期                 | 放假天数 | 假日日期                 | 放假天数 | 假日日期                 | 放假天数 | 假日日期                           | 备注                                                    |
| -------- | -------- | -------------------------- | -------- | ------------------------ | -------- | ------------------------ | -------- | ------------------------ | -------- | ---------------------------------- | ------------------------------------------------------- |
| 新年     | 1天      | 公历1月1日                 | 1天      | 公历1月1日               | 1天      | 公历1月1日               | 1天      | 公历1月1日               | 1天      | 公历1月1日                         | 办法中公历日期并未缀以“公历”二字，下同                  |
| 春节     | 3天      | 夏历正月初一、初二、初三日 | 3天      | 农历正月初一、初二、初三 | 3天      | 农历除夕、正月初一、初二 | 3天      | 农历正月初一、初二、初三 | 4天      | 农历除夕、农历正月初一、初二、初三 | 1949年版曾称农历为“夏历”                                |
| 劳动节   | 1天      | 公历5月1日                 | 3天      | 公历5月1日、2日、3日     | 1天      | 公历5月1日               | 1天      | 公历5月1日               | 2天      | 公历5月1日、公历5月2日             |                                                         |
| 清明节   | 不適用   | 不適用                     | 不適用   | 不適用                   | 1天      | 农历清明当日             | 1天      | 农历清明当日             | 1天      | 农历清明当日                       | 清明节为太陽位於黃經15°时的日期，在公历4月4日、5日或6日 |
| 端午节   | 不適用   | 不適用                     | 不適用   | 不適用                   | 1天      | 农历端午当日             | 1天      | 农历端午当日             | 1天      | 农历端午当日                       | 端午节固定为农历五月初五，但办法中称“农历端午当日”      |
| 中秋节   | 不適用   | 不適用                     | 不適用   | 不適用                   | 1天      | 农历中秋当日             | 1天      | 农历中秋当日             | 1天      | 农历中秋当日                       | 中秋节固定为农历八月十五日，但办法中称“农历中秋当日”    |
| 国庆节   | 2天      | 10月1日、2日               | 3天      | 公历10月1日、2日、3日    | 3天      | 公历10月1日、2日、3日    | 3天      | 公历10月1日、2日、3日    | 3天      | 公历10月1日、2日、3日              | 1949年版曾称国庆节为“国庆纪念日”                        |
| 合计天数 | 7天      | 7天                        | 10天     | 10天                     | 11天     | 11天                     | 11天     | 11天                     | 13天     | 13天                               |                                                         |

| 时间段                        | 天数 | 法定节假日                                                                          |
| ----------------------------- | ---- | ----------------------------------------------------------------------------------- |
| 1950年-1999年9月17日          | 7天  | 元旦1天、春节假期3天、劳动节1天、国庆节假期2天                                      |
| 1999年9月18日-2007年12月13日  | 10天 | 元旦1天、春节假期3天、劳动节假期3天、国庆节假期3天                                  |
| 2007年12月14日-2024年12月31日 | 11天 | 元旦1天、春节假期3天、劳动节假期1天、国庆节假期3天、清明节1天、端午节1天、中秋节1天 |
| 2025年1月1日起                | 13天 | 元旦1天、春节假期4天、劳动节假期2天、国庆节假期3天、清明节1天、端午节1天、中秋节1天 |

《全国年节及纪念日放假办法》第六条规定，“全体公民放假的假日，如果适逢星期六、星期日，应当在工作日补假。部分公民放假的假日，如果适逢星期六、星期日，则不补假。”1999年《全国年节及纪念日放假办法》修订后，当年国庆节三天假期加上借调节日前后的两对双休日，形成了长达七天的长假期，成为中国史上首个“黄金周”假期。此后，放假3天的春节、劳动节、国庆节均采取类似操作，形成每年三个“黄金周”假期。直至2007年《全国年节及纪念日放假办法》再次修订，2008年起，春节“黄金周”由正月初一至初七调整至除夕至正月初六，五一劳动节“黄金周”因假期缩短而取消，其他放假1天的节日则与邻近双休日通过调休的方式形成三天的“小长假”。2013年《全国年节及纪念日放假办法》第三次修订后，2014年的春节“黄金周”再次调整为正月初一至初七。
2013年11月27日零时，全国假日旅游部际协调会议办公室公布3个法定节假日调休备选方案，面向全国公开征求意见。现时使用的法定节假日调休方案以方案三为主。
方案一：春节放假3天，调借相邻周六、周日形成7天长假。国庆节放假3天，不调休，假期固定为10月1日至3日，逢周末顺延。元旦、清明节、劳动节、端午节、中秋节各放假1天，不调休，仅在当天放假，逢周末时周一补休。
方案二：春节放假3天，调借相邻周六、周日形成7天长假。国庆节放假3天，调借相邻周六、周日形成5天长假，假期固定为10月1日至5日。元旦、清明节、劳动节、端午节、中秋节各放假1天，节假日逢周三时不调休，仅在当天放假；逢周二、周四时，调借相邻周六、周日形成3天小长假；逢周六、周日时周一补休。
方案三：春节放假3天，调借相邻周六、周日形成7天长假。国庆节放假3天，调借相邻周六、周日形成7天长假，假期固定为10月1日至7日。元旦、清明节、劳动节、端午节、中秋节各放假1天，节假日逢周三时不调休，仅在当天放假；逢周二、周四时，调借相邻周六、周日形成3天小长假；逢周六、周日时周一补休。
2015年起，春节假期恢复为除夕至正月初六。2018年劳动节为2013年调休方案征求意见后首次劳动节逢周三，在2018年12月6日公布的《国务院办公厅关于2019年部分节假日安排的通知》中原定劳动节5月1日休一天，但到了2019年3月22日，国务院发布了《国务院办公厅关于调整2019年劳动节假期安排的通知》，劳动节假期再次通过借调节日前后的双休日方式调休为四天，打破“逢周三时不调休”的惯例，自此形成“休四补二”的4天假期或“休五补二”的5天假期。2024年的春节假期调整为正月初一至初八，原除夕假期调至正月初七，与周末顺连形成八天长假，并鼓励各单位安排除夕休假，此举引起不少争议。
2024年《全国年节及纪念日放假办法》第四次修订后，自2025年起，除夕增加为固定假期，劳动节假期由一天增加为两天，并在《国务院办公厅关于2025年部分节假日安排的通知》中明确提及《全国年节及纪念日放假办法》第四次修订后的放假调休原则，除个别特殊情形外，春节自农历除夕起放假调休8天，国庆节自10月1日起放假调休7天，劳动节放假调休5天，元旦、清明节、端午节、中秋节分别放假调休或连休3天（如逢周三则只在当日放假）。
| 節日   | 法定天數 | 调休休假时段 | 调休后天数         |
| ------ | -------- | --- | ------------------ |

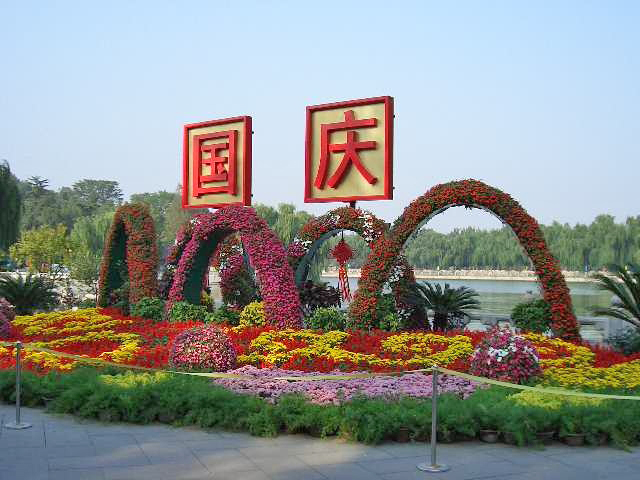
2004年10月1日，國慶節放假時的北京北海公園

| 春节   | 4天      | - 一般为农历除夕至正月初七，节前第一个周六（或周日）和节后第一个周六（或周日）调整为工作日 - 除夕逢周五时，与周末顺连，可连续放假九天                                                                                   | 8天（或9天）       |
| 国庆节 | 3天      | - 一般为公历10月1日至7日，节前第一个周六（或周日）和节后第一个周六（或周日）调整为工作日 - 如假期内逢中秋节，则合并放假八天                                                                                             | 7天（或8天）       |
| 劳动节 | 2天      | - 一般为公历5月1日至5日，节前第一个周六（或周日）或节后第一个周六（或周日）调整为工作日 | 5天                |
| 元旦   | 1天      | - 如逢周三，只在当日放假一天，不调休 - 如逢周一、周五，则与邻近周末相连，连续放假三天，不调休 - 如逢周四，则自本周四至周六连续放假三天，本周日调整为工作日 - 如逢周二，则自上周日至周二连续放假三天，上周六调整为工作日 | 3天（逢周三休1天） |
| 清明节 | 1天      | - 如逢周三，只在当日放假一天，不调休 - 如逢周一、周五，则与邻近周末相连，连续放假三天，不调休 - 如逢周四，则自本周四至周六连续放假三天，本周日调整为工作日 - 如逢周二，则自上周日至周二连续放假三天，上周六调整为工作日 | 3天（逢周三休1天） |
| 端午节 | 1天      | - 如逢周三，只在当日放假一天，不调休 - 如逢周一、周五，则与邻近周末相连，连续放假三天，不调休 - 如逢周四，则自本周四至周六连续放假三天，本周日调整为工作日 - 如逢周二，则自上周日至周二连续放假三天，上周六调整为工作日 | 3天（逢周三休1天） |
| 中秋节 | 1天      | - 如逢周三，只在当日放假一天，不调休 - 如逢周一、周五，则与邻近周末相连，连续放假三天，不调休 - 如逢周四，则自本周四至周六连续放假三天，本周日调整为工作日 - 如逢周二，则自上周日至周二连续放假三天，上周六调整为工作日 | 3天（逢周三休1天） |

| 年份          | 调休后天数 | 节日当日星期   | 调休方式                                                |
| ------------- | ---------- | -------------- | ------------------------------------------------------- |
| 2008年-2018年 | 3天        | 星期二         | 4月29日至5月1日为假期，而4月28日的周末假期取消          |
| 2008年-2018年 | 3天        | 星期三         | 4月29日至5月1日为假期，而4月27日、4月28日的周末假期取消 |
| 2008年-2018年 | 3天        | 星期四         | 5月1日至5月3日为假期，而5月4日的周末假期取消            |
| 2008年-2018年 | 3天        | 周末           | 下周一补休                                              |
| 2019年        | 4天        | 星期三         | 5月1日至5月4日为假期，而4月28日、5月5日的周末假期取消   |
| 2020年-2024年 | 5天        | 星期一         | 将上上个周日和下一个周六的假日取消，连休4月29日至5月3日 |
| 2020年-2024年 | 5天        | 星期三、五、六 | 将上一个周日和下一个周六的假日取消，连休5月1日至5月5日  |
| 2020年-2024年 | 5天        | 星期日         | 将上一个周日和下一个周六的假日取消，连休4月30日至5月4日 |

## 中华人民共和国年节及纪念日列表

### 法定假日
| 年节及纪念日             | 日期                           | 放假办法                     | 性质         |
| ------------------------ | ------------------------------ | ---------------------------- | ------------ |
| 元旦                     | 公曆1月1日                     | 放假1天                      | 全体公民放假 |
| 春節                     | 農曆除夕、正月初一、初二、初三 | 放假4天                      | 全体公民放假 |
| 婦女節                   | 公曆3月8日                     | 婦女放假半天                 | 部分公民放假 |
| 清明節                   | 农历清明当日                   | 放假1天                      | 全体公民放假 |
| 勞動節                   | 公曆5月1日、5月2日             | 放假2天                      | 全体公民放假 |
| 青年節                   | 公曆5月4日                     | 14周岁以上的青年放假半天     | 部分公民放假 |
| 兒童節                   | 公曆6月1日                     | 不满14周岁的少年儿童放假半天 | 部分公民放假 |
| 端午節                   | 農曆五月初五                   | 放假1天                      | 全体公民放假 |
| 中国人民解放军建军纪念日 | 公曆8月1日                     | 现役军人放假半天             | 部分公民放假 |
| 中秋節                   | 農曆八月十五                   | 放假1天                      | 全体公民放假 |
| 國慶節                   | 公曆10月1日、10月2日、10月3日  | 放假3天                      | 全体公民放假 |

### 其他节日、纪念日

#### 全国年节及纪念日放假办法提及
《全国年节及纪念日放假办法》第五条规定，“二七纪念日、五卅纪念日、七七抗战纪念日、九三抗战胜利纪念日、九一八纪念日、教师节、护士节、记者节、植树节等其他节日、纪念日，均不放假。”
| 年节及纪念日               | 日期    | 由来                                                                                         | 法律法规或相关文件 |
| -------------------------- | ------- | -------------------------------------------------------------------------------------------- | --- |
| 二七纪念日                 | 2月7日  | 纪念1923年二七大罢工                                                                         | |
| 植树节                     | 3月12日 | 1929年中华民国行政院以孫中山逝世纪念日3月12日为植树节                                        | 1979年2月23日，第五届全国人民代表大会常务委员会第六次会议根据国务院的提议通过决议，将每年的3月12日定为中華人民共和国的植树节。 |
| 护士节                     | 5月12日 | 近代护理学创始人南丁格尔的生日                                                               | 自中华人民共和国建国前即有此节；1950年起，每年庆祝。中华人民共和国无具体法律规定。 |
| 五卅纪念日                 | 5月30日 | 纪念1925年五卅惨案                                                                           | |
| 七七抗战纪念日             | 7月7日  | 纪念1937年卢沟桥事变                                                                         | |
| 中国人民抗日战争胜利纪念日 | 9月3日  | 1945年9月2日日本政府在投降条约上签字。1945年国民政府规定自次年起每年9月3日定为抗战胜利纪念日 | 1949年12月23日中央人民政府政务院《统一全国年节和纪念日放假办法》以8月15日为抗日战争胜利日。1951年8月13日，中央人民政府政务院发出通告，改定9月3日为抗日战争胜利日。2014年2月27日，第十二届全国人民代表大会常务委员会第七次会议延续了中央人民政府政务院和国务院关于抗战胜利纪念日的规定，将9月3日确定为中国人民抗日战争胜利纪念日。 |
| 教师节                     | 9月10日 |                                                                                              | 1985年1月21日，第六届全国人民代表大会常务委员会第九次会议同意国务院关于建立教师节的议案，决定9月10日为教师节。1994年1月1日起施行的《中华人民共和国教师法》第六条规定：“每年九月十日为教师节。” |
| 九一八抗战纪念日           | 9月18日 | 纪念1931年九一八事变                                                                         | |
| 记者节                     | 11月8日 | 以1937年在上海成立的中国青年记者协会（中華全國新聞工作者協會的前身）成立日11月8日为记者节    | 国务院2000年正式批复中华全国新闻工作者协会《关于确定“记者节”具体日期的请示》，同意将11月8日定为“记者节”。 |

#### 其他全国性主题年节及纪念日
| 年节及纪念日               | 日期                       | 首次   | 由来                                     | 法律法规或相关文件 |
| -------------------------- | -------------------------- | ------ | ---------------------------------------- | --- |
| 中国人民警察节             | 1月10日                    | 2021年 | 110警务热线                              | 2020年7月，国务院同意公安部请示，自2021年起，将每年1月10日设立为“中国人民警察节”。 |
| 全国爱耳日                 | 3月3日                     | 2000年 | 双耳形状“33”                             | 1999年，国务院十部委局联合发出通知，确定每年3月3日为“全国爱耳日”。 |
| 全国中小学生安全教育日     | 每年3月最后一周的星期一    | 1996年 |                                          | 1996年，国务院七部委联合下发《关于建立全国中小学生安全教育日制度的通知》，确定每年3月最后一周的星期一为全国中小学生安全教育日。                                                                           |
| 全民国家安全教育日         | 4月15日                    | 2016年 |                                          | 《中华人民共和国国家安全法》第十四条 |
| 中国航天日                 | 4月24日                    | 2016年 | 中国首颗人造地球卫星东方红一号成功发射日 | 2016年3月，国务院同意工业和信息化部、国防科工局请示，自2016年起，将每年4月24日设立为“中国航天日”。 |
| 中国旅游日                 | 5月19日                    | 2011年 | 《徐霞客游记》开篇之日                   | 2011年3月30日，国务院常务会议通过决议，自2011年起，每年5月19日为“中国旅游日”。 |
| 全国助残日                 | 每年5月的第三个星期日      | 1991年 |                                          | 《中华人民共和国残疾人保障法》 |
| 全国科技工作者日           | 5月30日                    | 2017年 |                                          | 2016年11月，国务院同意中国科协、科技部请示，同意自2017年起，将每年5月30日设立为“全国科技工作者日”。 |
| 全国爱眼日                 | 6月6日                     | 1996年 |                                          | 1996年，国务院12个部委联合发出通知，确定每年6月6日为“全国爱眼日”。 |
| 文化和自然遗产日           | 每年6月的第二个星期六      | 2006年 |                                          | 2005年国务院下发《关于加强文化遗产保护的通知》，决定从2006年起，每年六月的第二个星期六为我国的“文化遗产日”，2017年起，调整设立为“文化和自然遗产日”。                                                      |
| 全国低碳日                 | 每年全国节能宣传周的第三天 | 2013年 |                                          | 2012年9月19日，国务院常务会议决定自2013年起，将每年全国节能宣传周的第三天设立为“全国低碳日”。 |
| 全国土地日                 | 6月25日                    | 1991年 | 《中华人民共和国土地管理法》颁布日       | 1991年5月24日，国务院常务会议决定，从1991年起，把每年的6月25日确定为全国土地日，是国务院确定的第一个全国纪念宣传日。                                                                                      |
| 中国航海日                 | 7月11日                    | 2005年 | 郑和下西洋纪念日                         | 2005年4月25日，国务院常务会议决定自2005年起，将每年7月11日设立为“中国航海日”。 |
| 全民健身日                 | 8月8日                     | 2009年 | 2008北京奥运会开幕日                     | 2009年1月7日，国务院同意国家体育总局请示，批准设立“全民健身日”。2021年的《体育法》（修订草案）曾考虑将8月8日定为国家体育节。                                                                              |
| 全国生态日                 | 8月15日                    | 2023年 |                                          | 2023年6月28日，第十四届全国人大常委会第三次会议通过决定，将8月15日设立为全国生态日。 |
| 中国医师节                 | 8月19日                    | 2018年 |                                          | 2017年11月，国务院同意国家卫生计生委请示，自2018年起，将每年8月19日设立为“中国医师节”。 |
| 中国农民丰收节             | 秋分当日                   | 2018年 |                                          | 2018年6月，国务院同意农业农村部请示，自2018年起，将每年农历秋分设立为“中国农民丰收节”。 |
| 全民国防教育日             | 每年的九月第三个星期六     | 2001年 |                                          | 2001年8月31日，第九届全国人大常委会第二十三次会议通过《关于设立全民国防教育日的决定》。 |
| 全国爱牙日                 | 9月20日                    | 1989年 |                                          | 1989年，国务院九部委联合发出通知，确定每年9月20日为“全国爱牙日”。 |
| 公民道德宣传日             | 9月20日                    | 2003年 | 《公民道德建设实施纲要》颁布日           | 2003年9月11日，中央精神文明建设指导委员会决定，将9月20日定为“公民道德宣传日”。 |
| 烈士纪念日                 | 9月30日                    | 2014年 | 人民英雄纪念碑奠基日                     | 2014年8月31日，第十二届全国人大常委会第十次会议通过《全國人民代表大會常務委員會關于設立烈士紀念日的決定》，规定每年9月30日，即人民英雄纪念碑奠基日为烈士纪念日，并且规定每年9月30日国家举行纪念烈士活动。 |
| 老年节                     | 农历九月初九               | 2013年 | 重阳节                                   | 《中华人民共和国老年人权益保障法》 |
| 全国消防日                 | 11月9日                    | 1992年 | 消防报警电话“119”                        | 1992年，公安部发出通知，将每年的11月9日定为“119消防宣传日”（全国消防日）。 |
| 全国交通安全日             | 12月2日                    | 2012年 | 交通事故报警电话“122”                    | 2012年11月，国务院同意公安部请示，自2012年起，将每年12月2日设立为“全国交通安全日”。 |
| 全国法制宣传日             | 12月4日                    | 2001年 | 《中华人民共和国宪法》颁布实施日         | 2001年《中央宣传部、司法部关于在公民中开展法制宣传教育的第四个五年规划》 |
| 南京大屠杀死难者国家公祭日 | 12月13日                   | 2014年 | 纪念1937年至1938年南京大屠杀的死难者     | 2014年2月27日，第十二届全国人民代表大会常务委员会第七次会议表决通过了全国人民代表大会常务委员会关于设立南京大屠杀死难者国家公祭日的决定，将每年12月13日设立为南京大屠杀死难者国家公祭日。                 |

#### 临时假期
- 中国人民抗日战争暨世界反法西斯战争胜利70周年纪念日（2015年9月3日全国放假1天，9月3日至5日调休放假，共3天[28]）

### 少数民族习惯的节日（附法定纪念日）
《全国年节及纪念日放假办法》第四条规定，“少数民族习惯的节日，由各少数民族聚居地区的地方人民政府，按照各该民族习惯，规定放假日期。”
兹依据中华人民共和国各地情况，列举部分少数民族习惯的节日，并附列纪念日：

#### 自治区
| 自治区           | 节日                   | 节日日期         | 法定假日                 | 调休天数                              | 相关法规                                                                           | 备注     |
| ---------------- | ---------------------- | ---------------- | ------------------------ | ------------------------------------- | ---------------------------------------------------------------------------------- | -------- |
| 西藏自治区       | 藏历新年               | 藏历元月一日     | 3天                      | 单独调休为7天，或与春节合并调休为10天 |                                                                                    | [ 30 ]   |
| 西藏自治区       | 雪顿节                 | 藏历六月三十日   | 3天                      | 7天                                   |                                                                                    | [ 30 ]   |
| 西藏自治区       | 西藏百万农奴解放纪念日 | 公历3月28日      |                          |                                       |                                                                                    |          |
| 宁夏回族自治区   | 开斋节                 | 伊斯兰历10月1日  | 全区各族干部群众放假2天  |                                       |                                                                                    | [ 33 ]   |
| 宁夏回族自治区   | 古尔邦节               | 伊斯兰历12月10日 | 全区各族干部群众放假2天  |                                       |                                                                                    | [ 33 ]   |
| 新疆维吾尔自治区 | 肉孜节                 | 伊斯兰历10月1日  | 全区各族干部职工放假一天 |                                       | 新疆维吾尔自治区少数民族习惯节日放假办法（2011年12月23日修改，2012年1月1日起施行） | 即开斋节 |
| 新疆维吾尔自治区 | 古尔邦节               | 伊斯兰历12月10日 | 全区各族干部职工放假三天 |                                       | 新疆维吾尔自治区少数民族习惯节日放假办法（2011年12月23日修改，2012年1月1日起施行） |          |
| 广西壮族自治区   | 壮族三月三             | 农历三月初三日   | 全区公民放假两天         |                                       | 广西壮族自治区少数民族习惯节日放假办法（2014年3月1日起施行）                       |          |

#### 地级市
| 自治区     | 地级市   | 节日     | 节日日期       | 法定假日        | 调休天数                              | 备注             |
| ---------- | -------- | -------- | -------------- | --------------- | ------------------------------------- | ---------------- |
| 西藏自治区 | 日喀则市 | 农事新年 | 藏历十二月一日 | 全市公民放假3天 | 单独调休为7天，或与春节合并调休为10天 | 后藏地区传统节日 |

#### 自治州
截至2014年3月，中华人民共和国共有30个自治州，其中22个州通过自治条例规定了该州全国假日之外的公众假期，其中仅设立“自治州成立纪念日/自治州建州纪念日”为公众假期的州有9个，设有民族传统节日公众假期的有13个州。其中除德宏州的阔时节、阿露窝罗节为部分群众放假外，其他节日都为全州放假。
没有另行规定法定假日的自治州有湖南省湘西土家族苗族自治州，青海省海西蒙古族藏族自治州、果洛藏族自治州两州和新疆维吾尔自治区伊犁哈萨克自治州、博尔塔拉蒙古自治州、昌吉回族自治州、巴音郭楞蒙古自治州、克孜勒苏柯尔克孜自治州五个州。
| 省份   | 自治州                 | 节日             | 节日日期     | 法定假日                        | 调休天数                        | 相关法规                                                          | 备注                 |
| ------ | ---------------------- | ---------------- | ------------ | ------------------------------- | ------------------------------- | ----------------------------------------------------------------- | -------------------- |
| 吉林省 | 延边朝鲜族自治州       | 自治州成立纪念日 | 公历9月3日   | 一天                            | 不调休                          | 延边朝鲜族自治州自治条例（2003年修正本）                          |                      |
| 湖北省 | 恩施土家族苗族自治州   | 自治州成立纪念日 | 公历8月19日  | 两天                            |                                 | 恩施土家族苗族自治州自治条例                                      |                      |
| 四川省 | 阿坝藏族羌族自治州     | 建州纪念日       | 公历1月2日   | 一天                            |                                 | 阿坝藏族羌族自治州自治条例（2006年修正本）                        |                      |
| 四川省 | 阿坝藏族羌族自治州     | 藏历新年         | 藏历1月1日   | 三天                            |                                 | 阿坝藏族羌族自治州自治条例（2006年修正本）                        | 藏族传统节日         |
| 四川省 | 阿坝藏族羌族自治州     | 羌历新年         | 农历10月1日  | 三天                            |                                 | 阿坝藏族羌族自治州自治条例（2006年修正本）                        | 羌族传统节日         |
| 四川省 | 甘孜藏族自治州         | 建州纪念日       | 公历11月24日 | 三天                            | 不调休                          | 甘孜藏族自治州自治条例（2006年修正本）                            | 通常称“建州节”       |
| 四川省 | 甘孜藏族自治州         | 藏历新年         | 藏历1月1日   | 三天                            | 与春节合并调休                  |                                                                   | 藏族传统节日         |
| 四川省 | 凉山彝族自治州         | 自治州成立纪念日 | 公历10月1日  | 一天                            | 10月8日一天                     | 凉山彝族自治州自治条例（2007年修正本）                            | 通常称“州庆”         |
| 四川省 | 凉山彝族自治州         | 彝族年           | 公历11月20日 | 公历11月20日-22日三天           | 七天                            | 凉山彝族自治州自治条例（2007年修正本）                            | 彝族传统节日         |
| 四川省 | 凉山彝族自治州         | 火把节           | 农历6月24日  | 农历6月24日-26日三天            | 七天                            | 凉山彝族自治州自治条例（2007年修正本）                            | 彝族传统节日         |
| 贵州省 | 黔东南苗族侗族自治州   | 建州纪念日       | 公历7月23日  | 公历7月23日-24日两天            |                                 | 黔东南苗族侗族自治州自治条例（2006年修正本）                      |                      |
| 贵州省 | 黔南布依族苗族自治州   | 建州纪念日       | 公历8月8日   | 一天                            |                                 | 黔南布依族苗族自治州自治条例（2006年修正本）                      |                      |
| 贵州省 | 黔西南布依族苗族自治州 | 自治州成立纪念日 | 公历5月1日   | 两天                            |                                 | 黔西南布依族苗族自治州自治条例（2006年修正本）                    |                      |
| 云南省 | 楚雄彝族自治州         | 自治州成立纪念日 | 公历4月15日  | 公历4月15日-17日三天            | 五天                            | 云南省楚雄彝族自治州自治条例                                      |                      |
| 云南省 | 楚雄彝族自治州         | 火把节           | 农历6月24日  | 农历6月24日-26日三天            | 五天                            | 云南省楚雄彝族自治州自治条例                                      | 彝族传统节日         |
| 云南省 | 红河哈尼族彝族自治州   | 建州纪念日       | 公历11月18日 | 公历11月18日-20日三天           |                                 | 云南省红河哈尼族彝族自治州自治条例（2004年修正本）                |                      |
| 云南省 | 红河哈尼族彝族自治州   | 矻扎扎节         |              | 两天                            |                                 | 云南省红河哈尼族彝族自治州自治条例（2004年修正本）                | 哈尼族传统节日       |
| 云南省 | 红河哈尼族彝族自治州   | 火把节           |              | 两天                            |                                 | 云南省红河哈尼族彝族自治州自治条例（2004年修正本）                | 彝族传统节日         |
| 云南省 | 文山壮族苗族自治州     | 建州纪念日       | 公历4月1日   | 公历4月1日-3日三天              |                                 | 云南省文山壮族苗族自治州自治条例（2005年修正本）                  |                      |
| 云南省 | 西双版纳傣族自治州     | 建州纪念日       | 公历1月23日  | 公历1月23日-25日三天            |                                 | 云南省红河哈尼族彝族自治州自治条例（2004年修正本）                |                      |
| 云南省 | 西双版纳傣族自治州     | 泼水节           |              | 三天                            |                                 | 云南省红河哈尼族彝族自治州自治条例（2004年修正本）                | 傣族、德昂族传统节日 |
| 云南省 | 大理白族自治州         | 自治州成立纪念日 | 公历11月22日 | 公历11月22日-23日两天           |                                 | 云南省大理白族自治州自治条例（2020年修正） （页面存档备份，存于） |                      |
| 云南省 | 大理白族自治州         | 三月街民族节     | 农历3月15日  | 农历3月15日至17日三天           |                                 |                                                                   |                      |
| 云南省 | 德宏傣族景颇族自治州   | 建州纪念日       | 公历7月23日  | 公历7月23日-24日两天            |                                 | 云南省德宏傣族景颇族自治州自治条例（2005年修正本）                |                      |
| 云南省 | 德宏傣族景颇族自治州   | 泼水节           |              | 两天                            |                                 | 云南省德宏傣族景颇族自治州自治条例（2005年修正本）                | 傣族、德昂族传统节日 |
| 云南省 | 德宏傣族景颇族自治州   | 目瑙纵歌节       |              | 两天                            |                                 | 云南省德宏傣族景颇族自治州自治条例（2005年修正本）                | 景颇族传统节日       |
| 云南省 | 德宏傣族景颇族自治州   | 阿露窝罗节       |              | 本民族及其聚居区干部群众放假2天 | 本民族及其聚居区干部群众放假2天 | 云南省德宏傣族景颇族自治州自治条例（2005年修正本）                | 阿昌族传统节日       |
| 云南省 | 德宏傣族景颇族自治州   | 阔时节           |              | 本民族及其聚居区干部群众放假2天 | 本民族及其聚居区干部群众放假2天 | 云南省德宏傣族景颇族自治州自治条例（2005年修正本）                | 傈僳族传统节日       |
| 云南省 | 怒江傈僳族自治州       | 自治州成立纪念日 | 公历8月23日  | 公历8月23日-25日三天            |                                 | 云南省怒江傈僳族自治州自治条例（2005年修正本）                    |                      |
| 云南省 | 怒江傈僳族自治州       | 阔时节           |              | 三天                            |                                 | 云南省怒江傈僳族自治州自治条例（2005年修正本）                    | 傈僳族传统节日       |
| 云南省 | 迪庆藏族自治州         | 自治州建州纪念日 | 公历9月13日  | 三天                            |                                 | 云南省迪庆藏族自治州自治条例（2006年修正本）                      |                      |
| 云南省 | 迪庆藏族自治州         | 藏历年           |              | 三天                            |                                 | 云南省迪庆藏族自治州自治条例（2006年修正本）                      |                      |
| 甘肃省 | 临夏回族自治州         | 开斋节           |              | 三天                            |                                 | 甘肃省临夏回族自治州自治条例（2011年修正本）                      | 穆斯林传统节日       |
| 甘肃省 | 临夏回族自治州         | 宰牲节           |              | 三天                            |                                 | 甘肃省临夏回族自治州自治条例（2011年修正本）                      | 穆斯林传统节日       |
| 甘肃省 | 临夏回族自治州         | 自治州成立纪念日 | 公历11月19日 | 一天                            |                                 | 甘肃省临夏回族自治州自治条例（2011年修正本）                      |                      |
| 甘肃省 | 甘南藏族自治州         | 自治州成立纪念日 | 公历10月1日  | 一天                            |                                 | 甘肃省甘南藏族自治州自治条例（2010年修正本）                      |                      |
| 甘肃省 | 甘南藏族自治州         | 藏历年           |              | 三天                            |                                 | 甘肃省甘南藏族自治州自治条例（2010年修正本）                      |                      |
| 青海省 | 海南藏族自治州         | 自治州成立纪念日 | 公历8月1日   | 一天                            |                                 | 海南藏族自治州自治条例（2005年修正本）                            |                      |
| 青海省 | 海南藏族自治州         | 藏历年           |              | 一天                            |                                 | 海南藏族自治州自治条例（2005年修正本）                            |                      |
| 青海省 | 海北藏族自治州         | 自治州成立纪念日 | 公历8月9日   | 一天                            |                                 | 海北藏族自治州自治条例（2004年修正本）                            |                      |
| 青海省 | 黄南藏族自治州         | 自治州建州纪念日 | 公历10月15日 | 一天                            |                                 | 黄南藏族自治州自治条例（2004修正本）                              |                      |
| 青海省 | 玉树藏族自治州         | 建州纪念日       | 公历7月23日  | 公历7月23日-24日两天            |                                 | 玉树藏族自治州自治条例（2005年修正本）                            |                      |
| 海南省 | 三亚市                 | 三月三           | 农历三月初三 | 一天                            |                                 | 《海南省实施〈中华人民共和国民族区域自治法〉若干规定》            | 黎族、苗族传统节日   |

#### 自治县
| 所在省份 | 自治县                         | 节日                   | 放假居民 | 节日日期     | 法定假日        | 相关法规                                                              | 备注               |
| -------- | ------------------------------ | ---------------------- | -------- | ------------ | --------------- | --------------------------------------------------------------------- | ------------------ |
| 河北省   | 青龙满族自治县                 | 自治县成立纪念日       | 全县     | 公历5月10日  | 一天            | 青龙满族自治县自治条例（2009年8月28日）                               |                    |
| 河北省   | 丰宁满族自治县                 | 自治县成立纪念日       | 全县     | 公历4月24日  | 一天            | 丰宁满族自治县自治条例（2009年12月24日）                              |                    |
| 河北省   | 围场满族蒙古族自治县           | 自治县成立纪念日       | 全县     | 公历6月29日  | 一天            | 围场满族蒙古族自治县自治条例（2006年9月28日）（页面存档备份，存于）   |                    |
| 河北省   | 宽城满族自治县                 | 自治县成立纪念日       | 全县     | 公历6月29日  | 一天            | 宽城满族自治县自治条例（2011年5月26日）                               |                    |
| 河北省   | 孟村回族自治县                 | 开斋节                 | 回族公民 |              | 一天            | 孟村回族自治县自治条例（2008年12月12日）（页面存档备份，存于）        |                    |
| 河北省   | 孟村回族自治县                 | 自治县成立纪念日       | 全县     | 公历11月30日 | 一天            | 孟村回族自治县自治条例（2008年12月12日）（页面存档备份，存于）        |                    |
| 河北省   | 大厂回族自治县                 | 开斋节                 | 全县     |              | 一天            | 河北省大厂回族自治县自治条例                                          |                    |
| 河北省   | 大厂回族自治县                 | 自治县成立纪念日       | 全县     | 10月5日      | 每十年一天      | 河北省大厂回族自治县自治条例                                          |                    |
| 辽宁省   | 岫岩满族自治县                 | 自治县成立纪念日       | 不放假   | 公历5月20日  | 不放假          | 岫岩满族自治县自治条例（1991年5月25日）（页面存档备份，存于）         |                    |
| 辽宁省   | 清原满族自治县                 | 自治县成立纪念日       | 不放假   | 公历6月29日  | 不放假          | 清源满族自治县自治条例（1995年7月28日）（页面存档备份，存于）         |                    |
| 辽宁省   | 新宾满族自治县                 | 自治县成立纪念日       | 不放假   | 公历6月7日   | 不放假          | 新宾满族自治县自治条例（1992年12月19日）（页面存档备份，存于）        |                    |
| 辽宁省   | 新宾满族自治县                 | 颁金节                 | 不放假   | 农历10月13日 | 不放假          | 新宾满族自治县自治条例（1992年12月19日）（页面存档备份，存于）        | 满族传统节日       |
| 辽宁省   | 宽甸满族自治县                 | 自治县成立纪念日       | 不放假   | 公历7月7日   | 不放假          | 宽甸满族自治县自治条例（1999年9月23日）（页面存档备份，存于）         |                    |
| 辽宁省   | 本溪满族自治县                 | 自治县成立纪念日       | 不放假   | 公历9月7日   | 不放假          | 本溪满族自治县自治条例（1996年7月28日）（页面存档备份，存于）         |                    |
| 辽宁省   | 桓仁满族自治县                 | 自治县成立纪念日       | 不放假   | 公历9月7日   | 不放假          | 桓仁满族自治县自治条例（2012年7月30日）                               |                    |
| 辽宁省   | 桓仁满族自治县                 | 颁金节                 | 不放假   | 农历10月13日 | 不放假          | 桓仁满族自治县自治条例（2012年7月30日）                               | 满族传统节日       |
| 辽宁省   | 阜新蒙古族自治县               | 自治县成立纪念日       | 不放假   | 公历4月7日   | 不放假          | 阜新蒙古族自治县自治条例（1988年3月17日）（页面存档备份，存于）       | 每十年9月1日庆祝   |
| 辽宁省   | 喀喇沁左翼蒙古族自治县         | 自治县成立纪念日       | 不放假   | 公历4月1日   | 不放假          | 喀喇沁左翼蒙古族自治县自治条例（1988年3月17日）（页面存档备份，存于） |                    |
| 吉林省   | 伊通满族自治县                 | 自治县成立纪念日       | 不放假   | 公历8月30日  | 不放假          | 伊通满族自治县自治条例（1992年7月13日）（页面存档备份，存于）         |                    |
| 吉林省   | 前郭尔罗斯蒙古族自治县         | 自治县成立纪念日       | 不放假   | 公历9月1日   | 不放假          | 前郭尔罗斯蒙古族自治县自治条例（2007年7月27日）（页面存档备份，存于） |                    |
| 吉林省   | 长白朝鲜族自治县               | 自治县成立纪念日       | 全县     | 公历9月15日  | 一天            | 长白朝鲜族自治县自治条例（1991年5月9日）（页面存档备份，存于）        |                    |
| 黑龙江省 | 杜尔伯特蒙古族自治县           | 自治县成立纪念日       | 不放假   | 公历9月1日   | 不放假          | 杜尔伯特蒙古族自治县自治条例（2005年6月24日）（页面存档备份，存于）   |                    |
| 浙江省   | 景宁畲族自治县                 | 自治县成立纪念日       | 不放假   | 公历12月24日 | 不放假          | 景宁畲族自治县自治条例（2005年6月24日）（页面存档备份，存于）         |                    |
| 湖北省   | 五峰土家族自治县               | 自治县成立纪念日       | 全县     | 公历12月12日 | 一天            | 五峰土家族自治县自治条例（2002年5月31日）（页面存档备份，存于）       |                    |
| 湖北省   | 长阳土家族自治县               | 自治县成立纪念日       | 全县     | 公历12月8日  | 一天            | 长阳土家族自治县自治条例（2003年4月2日）（页面存档备份，存于）        |                    |
| 云南省   | 双江拉祜族佤族布朗族傣族自治县 | 自治县成立纪念日       | 全县     | 公历4月15日  | 一天            | 云南省双江拉祜族佤族布朗族傣族自治县自治条例（2006年5月25日）         |                    |
| 云南省   | 双江拉祜族佤族布朗族傣族自治县 | 火把节                 | 全县     |              | 三天            | 云南省双江拉祜族佤族布朗族傣族自治县自治条例（2006年5月25日）         |                    |
| 云南省   | 双江拉祜族佤族布朗族傣族自治县 | 插花节                 | 全县     |              | 三天            | 云南省双江拉祜族佤族布朗族傣族自治县自治条例（2006年5月25日）         |                    |
| 云南省   | 沧源佤族自治县                 | 自治县成立纪念日       | 全县     | 公历2月28日  | 一天            | 云南省沧源佤族自治县自治条例（2006年5月25日）                         |                    |
| 云南省   | 沧源佤族自治县                 | 佤族新米节             | 全县     |              | 三天            | 云南省沧源佤族自治县自治条例（2006年5月25日）                         |                    |
| 云南省   | 耿马傣族佤族自治县             | 自治县成立纪念日       | 全县     | 公历10月16日 | 一天            | 云南省耿马傣族佤族自治县自治条例（2020年7月29日）                     |                    |
| 云南省   | 耿马傣族佤族自治县             | 泼水节                 | 全县     |              | 三天            | 云南省耿马傣族佤族自治县自治条例（2020年7月29日）                     |                    |
| 云南省   | 耿马傣族佤族自治县             | 青苗节                 | 全县     |              | 三天            | 云南省耿马傣族佤族自治县自治条例（2020年7月29日）                     |                    |
| 云南省   | 宁蒗彝族自治县                 | 自治县成立纪念日       | 全县     | 公历9月20日  | 一天            | 云南省宁蒗彝族自治县自治条例（2006年7月28日）                         |                    |
| 云南省   | 宁蒗彝族自治县                 | 彝族火把节             | 全县     |              | 三天            | 云南省宁蒗彝族自治县自治条例（2006年7月28日）                         |                    |
| 云南省   | 玉龙纳西族自治县               | 自治县成立纪念日       | 全县     | 公历4月10日  | 一天            | 云南省玉龙纳西族自治县自治条例（2005年5月27日）                       |                    |
| 云南省   | 玉龙纳西族自治县               | 三多节                 | 全县     |              | 三天            | 云南省玉龙纳西族自治县自治条例（2005年5月27日）                       |                    |
| 云南省   | 兰坪白族普米族自治县           | 自治县成立纪念日       | 全县     | 公历11月27日 | 一天            | 云南省兰坪白族普米族自治县自治条例（2006年3月31日）                   |                    |
| 云南省   | 兰坪白族普米族自治县           | 白族二月会             | 全县     |              | 三天            | 云南省兰坪白族普米族自治县自治条例（2006年3月31日）                   |                    |
| 云南省   | 兰坪白族普米族自治县           | 普米族吾昔节           | 全县     |              | 三天            | 云南省兰坪白族普米族自治县自治条例（2006年3月31日）                   |                    |
| 云南省   | 墨江哈尼族自治县               | 自治县成立纪念日       | 全县     | 公历11月28日 | 一天            | 云南省墨江哈尼族自治县自治条例（2006年3月31日）                       |                    |
| 云南省   | 墨江哈尼族自治县               | 墨江哈尼太阳节         | 全县     |              | 三天            | 云南省墨江哈尼族自治县自治条例（2006年3月31日）                       |                    |
| 云南省   | 南涧彝族自治县                 | 自治县成立纪念日       | 全县     | 公历11月27日 | 一天            | 云南省南涧彝族自治县自治条例（2006年3月31日）                         |                    |
| 云南省   | 南涧彝族自治县                 | 火把节暨南涧跳菜艺术节 | 全县     |              | 三天            | 云南省南涧彝族自治县自治条例（2006年3月31日）                         |                    |
| 云南省   | 巍山彝族回族自治县             | 自治县成立纪念日       | 全县     | 公历11月9日  | 一天            | 云南省巍山彝族回族自治县自治条例（2006年7月28日）                     |                    |
| 云南省   | 巍山彝族回族自治县             | 火把节                 | 全县     | 农历6月25日  | 一天            | 云南省巍山彝族回族自治县自治条例（2006年7月28日）                     |                    |
| 云南省   | 巍山彝族回族自治县             | 彝族祭祖节             | 彝族公民 | 农历2月8日   | 一天            | 云南省巍山彝族回族自治县自治条例（2006年7月28日）                     |                    |
| 云南省   | 巍山彝族回族自治县             | 开斋节                 | 回族公民 |              | 一天            | 云南省巍山彝族回族自治县自治条例（2006年7月28日）                     |                    |
| 云南省   | 巍山彝族回族自治县             | 圣纪节                 | 回族公民 |              | 一天            | 云南省巍山彝族回族自治县自治条例（2006年7月28日）                     |                    |
| 云南省   | 巍山彝族回族自治县             | 古尔邦节               | 回族公民 |              | 一天            | 云南省巍山彝族回族自治县自治条例（2006年7月28日）                     |                    |
| 云南省   | 漾濞彝族自治县                 | 自治县成立纪念日       | 全县     | 公历11月1日  | 一天            | 云南省漾濞彝族自治县自治条例（2020年7月29日）                         |                    |
| 云南省   | 漾濞彝族自治县                 | 火把节                 | 全县     |              | 依政府 （三天） | 云南省漾濞彝族自治县自治条例（2020年7月29日）                         |                    |
| 云南省   | 孟连傣族拉祜族佤族自治县       | 自治县成立纪念日       | 全县     | 公历6月16日  | 一天            | 云南省孟连傣族拉祜族佤族自治县自治条例（2005年5月27日）               |                    |
| 云南省   | 孟连傣族拉祜族佤族自治县       | 泼水节                 | 全县     |              | 三天            | 云南省孟连傣族拉祜族佤族自治县自治条例（2005年5月27日）               |                    |
| 云南省   | 孟连傣族拉祜族佤族自治县       | 葫芦节                 | 全县     |              | 三天            | 云南省孟连傣族拉祜族佤族自治县自治条例（2005年5月27日）               |                    |
| 云南省   | 孟连傣族拉祜族佤族自治县       | 新米节                 | 全县     |              | 三天            | 云南省孟连傣族拉祜族佤族自治县自治条例（2005年5月27日）               |                    |
| 云南省   | 宁洱哈尼族彝族自治县           | 自治县成立纪念日       | 全县     | 公历12月15日 | 一天            | 云南省宁洱哈尼族彝族自治县自治条例（2020年3月30日）                   |                    |
| 云南省   | 宁洱哈尼族彝族自治县           | 民族团结纪念日         | 不放假   | 公历12月31日 |                 | 云南省宁洱哈尼族彝族自治县自治条例（2020年3月30日）                   |                    |
| 云南省   | 宁洱哈尼族彝族自治县           | 哈尼族矻扎扎节         |          |              | 依政府          | 云南省宁洱哈尼族彝族自治县自治条例（2020年3月30日）                   |                    |
| 云南省   | 宁洱哈尼族彝族自治县           | 彝族火把节             |          |              | 依政府          | 云南省宁洱哈尼族彝族自治县自治条例（2020年3月30日）                   |                    |
| 云南省   | 寻甸回族彝族自治县             | 自治县成立纪念日       | 全县     | 公历3月30日  | 一天            | 云南省寻甸回族彝族自治县自治条例（2007年11月29日）                    |                    |
| 云南省   | 寻甸回族彝族自治县             | 圣诞节                 | 回族     |              | 一天            | 云南省寻甸回族彝族自治县自治条例（2007年11月29日）                    |                    |
| 云南省   | 寻甸回族彝族自治县             | 古尔邦节               | 回族     |              | 一天            | 云南省寻甸回族彝族自治县自治条例（2007年11月29日）                    |                    |
| 云南省   | 寻甸回族彝族自治县             | 开斋节                 | 回族     |              | 一天            | 云南省寻甸回族彝族自治县自治条例（2007年11月29日）                    |                    |
| 云南省   | 寻甸回族彝族自治县             | 火把节                 | 彝族     |              | 三天            | 云南省寻甸回族彝族自治县自治条例（2007年11月29日）                    |                    |
| 云南省   | 屏边苗族自治县                 | 自治县成立纪念日       | 全县     | 公历7月1日   | 一天            | 云南省屏边苗族自治县自治条例（2006年7月28日）                         |                    |
| 云南省   | 屏边苗族自治县                 | 苗族花山节             | 全县     |              | 四天            | 云南省屏边苗族自治县自治条例（2006年7月28日）                         |                    |
| 云南省   | 景东彝族自治县                 | 自治县成立纪念日       | 全县     | 公历12月20日 | 一天            | 云南省景东彝族自治县自治条例（2005年5月27日）                         |                    |
| 云南省   | 景东彝族自治县                 | 火把节                 | 全县     |              | 三天            | 云南省景东彝族自治县自治条例（2005年5月27日）                         |                    |
| 云南省   | 景谷傣族彝族自治县             | 自治县成立纪念日       | 全县     | 公历12月25日 | 一天            | 云南省景谷傣族彝族自治县自治条例（2020年3月30日）                     |                    |
| 云南省   | 景谷傣族彝族自治县             | 火把节                 |          |              | 依政府          | 云南省景谷傣族彝族自治县自治条例（2020年3月30日）                     |                    |
| 云南省   | 景谷傣族彝族自治县             | 泼水节                 |          |              | 依政府          | 云南省景谷傣族彝族自治县自治条例（2020年3月30日）                     |                    |
| 海南省   | 琼中黎族苗族自治县             | 三月三                 | 全县     |              | 两天            | 琼中黎族苗族自治县自治条例                                            | 黎族、苗族传统节日 |
| 海南省   | 陵水黎族自治县                 | 三月三                 | 全县     |              | 两天            | 陵水黎族自治县自治条例                                                | 黎族、苗族传统节日 |
| 海南省   | 乐东黎族自治县                 | 三月三                 | 全县     |              | 两天            | 乐东黎族自治县自治条例                                                | 黎族、苗族传统节日 |
| 海南省   | 昌江黎族自治县                 | 三月三                 | 全县     |              | 两天            | 昌江黎族自治县自治条例                                                | 黎族、苗族传统节日 |
| 海南省   | 白沙黎族自治县                 | 三月三                 | 全县     |              | 两天            | 白沙黎族自治县自治条例                                                | 黎族、苗族传统节日 |
| 海南省   | 保亭黎族苗族自治县             | 三月三                 | 全县     |              | 两天            |                                                                       | 黎族、苗族传统节日 |
| 海南省   | 五指山市                       | 三月三                 | 全市     |              | 两天            |                                                                       | 黎族、苗族传统节日 |
| 海南省   | 东方市                         | 三月三                 | 全市     |              | 一天            |                                                                       | 黎族、苗族传统节日 |